# Ewiggeld
Das Ewiggeld oder der Ewigzins (census perpetuus, redditus perpetuo duraturi) war im Mittelalter und in der frühen Neuzeit ein Zins von einem Darlehen, das vom Gläubiger nicht aufgekündigt werden konnte und damit unablösbar war, außer es war ausdrücklich vertraglich anders vereinbart. Zumeist handelte es sich um die Bezahlung einer Geldrente für ein auf ein Grundstück versichertes Kapital, im damaligen Sinne um eine Reallast. In der Regel konnte nur der Grundstückseigentümer (Giltmann, der Rentenpflichtige) – z. B. bei Rückzahlung des Kapitals – das Ewiggeld aufkündigen. Das Ewiggeld war auch nur mit Zustimmung des Grundstückseigentümers übertragbar. In München sind Ewiggeldbücher seit 1484 nachweisbar.